# خافيير بوتيت
خافيير بوتيت (بالإسبانية: Javier Botet)‏ هو ممثل إسباني، ولد في 30 يوليو 1977 في إسبانيا.

## أعمال

### أفلام
- (2007) التسجيل[5]
- (2013) ماما[6]
- (2015) العائد[7][8][9]
- (2015) القمة القرمزية[10]
- (2016) الشعوذة 2
- (2017) المومياء[11]
- (2017) إت[12][13]
- (2017)  كوفينانت[14][15]
- (2018)  المفتاح الأخير
- (2019)  الفصل الثاني

## وصلات خارجية
- خافيير بوتيت على موقع IMDb (الإنجليزية)
- خافيير بوتيت على موقع روتن توميتوز (الإنجليزية)
- خافيير بوتيت على موقع ألو سيني (الفرنسية)
- خافيير بوتيت على موقع أول موفي (الإنجليزية)
- خافيير بوتيت على موقع قاعدة بيانات الأفلام السويدية (السويدية)
- خافيير بوتيت على موقع قاعدة بيانات الفيلم (الإنجليزية)
- خافيير بوتيت على موقع كينوبويسك (الروسية)